# 陳小欣
陈小欣（1974年—），又名陈坚，英文名Charles Chen，是中共八大元老之一陈云之孙、陈元之子。

## 生平
1974年出生。先后就读于麻省康科德学院和斯坦福大學。毕业后从事私募基金工作，曾在香港花旗银行工作，然后进入香港私募股权公司“盘实基金”（ABAX）。 陈小欣也是私募基金Zeniphs China Capital管理合夥人。